# Chocholanská dolina
Chocholanská dolina je údolí v západní části Bílých Karpat v katastrálním území obce Chocholná-Velčice. Údolí lemují ze všech stran vrcholky Bílých Karpat. Od Melčické doliny je oddělena vrcholy Dúžnik (807 m), Melčický (765 m), Tlstý vrch (760 m), Kykula (746 m), Horné (704 m), Dolné Bradlo (638 m) a Tlstá hora (606 m). Od Drietomy je oddělena vrcholy Machnáč (771 m), Sokolí Kameň (697 m) a Ihriská (730 m). V údolí se nacházejí roztroušené obydlí a chalupy, zejména Kykula (675 m), ke které patří osady Handrlákovce (720 m), Hulvákovce (710 m) a Pálčie (500 m). V údolí se nachází osady, které se jmenují: Pod Skalou (340 m) a Pod Tlstou horou (420 m). Údolím protéká potok Chocholnica, který pramení pod vrcholem Kykula. Do ní se vlévá později přítok Malé Chocholnice. V údolí je mnoho značených turistických tras a přírodních zajímavostí.
V údolí leží přírodní památky Petrová a Kurinov vrch.